# Eumastax tenuis
Eumastax tenuis is een rechtvleugelig insect uit de familie Eumastacidae. De wetenschappelijke naam van deze soort is voor het eerst geldig gepubliceerd in 1832 door Perty.